# Окрузи Литваније
Литванска Република је 1994. управно подељена на 10 управних јединица нивоа, округа (лет.: јед. apskritis, мн. apskritys). Границе округа су донекле мењане 2000. године. Окрузи се даље деле на прилично велике општине (лет.: јед. savivaldybė, мн. savivaldybės). Укупно има 60 општина, од којих је 9 градских.
Сви окрузи носе име по граду који је седиште округа.
Данас су на челу округа гувернери, који немају велику власт. Због тога се протеклих година воде расправе о сврсисходности постојеће управне поделе земље и постоји предлог да се од данашњих 10 округа образује 5 земаља, окупљених око 5 великих градова Литваније (градови са више од 100 хиљ. ст.).

## Списак округа
| Бр. | Округ                               | Седиште     | Површина (у км²) | Становништво (попис 2001) | Становништво (процена 2008) | Густ. нас. (ст./км²) | Општине |
| --- | ----------------------------------- | ----------- | ---------------- | ------------------------- | --------------------------- | -------------------- | --- |
| 1.  | Алитуски округ (слушај • инфо)      | Алитус      | 5.425 (6)        | 187.769                   | 177.040 (7)                 | 32,6 (8)             | - Алитус град - Алитус општина - Варена општина - Друшкининкај општина - Лаздијај општина                                                             |
| 2.  | Вилњуски округ (слушај • инфо)      | Вилњус      | 9.729 (1)        | 850.064                   | 848.097 (1)                 | 87,2 (1)             | - Вилњус град - Вилњус општина - Електренај општина - Тракај општина - Укмерге општина - Шалчининкај општина - Швенчионис општина - Ширвинтос општина |
| 3.  | Каунаски округ (слушај • инфо)      | Каунас      | 8.089 (3)        | 701.529                   | 673.706 (2)                 | 83,3 (2)             | - Бирштонас општина - Јонава општина - Каишиадорис општина - Каунас град - Каунас општина - Кедајњај општина - Пријенај општина - Расејњај општина    |
| 4.  | Клајпедски округ (слушај • инфо)    | Клајпеда    | 5.209 (7)        | 385.768                   | 378.843 (3)                 | 72,7 (3)             | - Клајпеда град - Клајпеда општина - Кретинга општина - Неринга општина - Паланга општина - Скуодас општина - Шилуте општина                          |
| 5.  | Маријамполски округ (слушај • инфо) | Маријамполе | 4.463 (8)        | 188.634                   | 181.219 (6)                 | 40,6 (5)             | - Вилкавишкис општина - Казлу Руда општина - Калварија општина - Маријамполе општина - Шакиај општина                                                 |
| 6.  | Паневежиски округ (слушај • инфо)   | Паневежис   | 7.881 (4)        | 299.990                   | 284.235 (5)                 | 36,1 (7)             | - Биржај општина - Купишкис општина - Паневежис град - Паневежис општина - Пасвалис општина - Рокишкис општина                                        |
| 7.  | Таурагески округ (слушај • инфо)    | Таураге     | 4.411 (9)        | 134.275                   | 127.378 (10)                | 28,9 (9)             | - Јурбаркас општина - Пагеђај општина - Шилале општина - Таураге општина                                                                              |
| 8.  | Телшјајски округ (слушај • инфо)    | Телшиај     | 4.350 (10)       | 179.885                   | 173.383 (8)                 | 39,9 (6)             | - Мажејкиај општина - Плунге општина - Риетавас општина - Телшиај општина                                                                             |
| 9.  | Утенски округ (слушај • инфо)       | Утена       | 7.201 (5)        | 185.962                   | 172.580 (9)                 | 24,0 (10)            | - Аникшчај општина - Висагинас општина - Зарасај општина - Игналина општина - Молетај општина - Утена општина                                         |
| 10. | Шјауљајски округ (слушај • инфо)    | Шауљај      | 8.540 (2)        | 370.096                   | 349.876 (4)                 | 41,0 (4)             | - Акмене општина - Јонишкис општина - Келме општина - Пакруојис општина - Радвилишкис општина - Шауљај град - Шауљај општина                          |